# André Frossard
Pour les articles homonymes, voir Frossard.
André Frossard, né le 14 janvier 1915 à Colombier-Châtelot (Doubs) et mort le 2 février 1995 à Versailles, est un journaliste, essayiste et académicien français.

## Biographie
André Frossard est né le 14 janvier 1915 dans le Doubs. Il est le fils de Ludovic-Oscar Frossard, l'un des fondateurs historiques du Parti communiste, qui est à 31 ans le premier secrétaire général du PC-SFIC, puis ministre dans les gouvernements du Front populaire.
André Frossard fréquente l'École des arts décoratifs. Il fera alors carrière dans le journalisme en tant que dessinateur et chroniqueur.
Sa grand-mère paternelle, Stéphanie Schwob (1861-1924), est juive et son village de l'est, Foussemagne (Territoire de Belfort), est « le seul village de France où il y avait une synagogue et pas d'église. » Sa grand-mère du côté maternel, Fanny Pardonnet (1869-1936), est protestante.
Élevé dans un athéisme parfait, « celui où la question de l'existence de Dieu ne se pose même plus », il adopte à l'âge de vingt ans la religion catholique le 8 juillet 1935 dans la chapelle des religieuses de l'Adoration Réparatrice rue d'Ulm, déménagée au 39, rue Gay-Lussac, à Paris (5e) dans laquelle il était entré, insouciant, à la recherche d'un ami, André Willemin. Il racontera cette conversion soudaine dans son livre à succès : Dieu existe, je L'ai rencontré.
Il est incorporé dans la marine en septembre 1936 et entre dans la Résistance dès sa démobilisation (réseau de camouflage du matériel de guerre repris à l'occupant allemand).
Arrêté par la Gestapo à Lyon le 10 décembre 1943, il est interné dans la « Baraque aux juifs » de la prison Montluc, où se trouve également Marcel Bloch. Il est l'un des sept rescapés de la Baraque, soixante-douze détenus sur soixante-dix-neuf ayant été massacrés à Bron le 17 août 1944. Il sera bien plus tard, le 25 mai 1987, entendu comme témoin lors du procès de Klaus Barbie dans le cadre de la constitution de partie civile de la famille du professeur Marcel Gompel, torturé par la Gestapo et qui est mort dans ses bras à la prison Montluc.
Il est décoré de la Légion d'honneur à titre militaire, et promu officier par le général de Gaulle.
Après la guerre, il collabore à L'Aurore, est engagé au Matin avant d'entrer au Figaro, puis il est rédacteur en chef de l'hebdomadaire Temps présent. En 1990 il avait écrit environ 15 000 articles journalistiques.
En 1951, il est candidat aux élections législatives dans le département du Lot à la tête d'une liste sans étiquette.
Il donne chaque année de nombreuses conférences en France ou à l'étranger, principalement en Italie, où la ville de Ravenne l'élit citoyen d'honneur en 1986.
Ses livres sont pour la plupart d'inspiration religieuse. En 1990, le pape Jean-Paul II le fait grand-croix de l'Ordre équestre de Pie IX.
André Frossard est élu membre de l'Académie française le 18 juin 1987 au fauteuil de  René de Castries (2e fauteuil), le même jour que Georges Duby, et reçu sous la coupole le 10 mars 1988 par le père Ambroise-Marie Carré. Il assure jusqu'à son décès la chronique « Cavalier Seul » dans Le Figaro.
Il fut à sa demande affublé du titre de « vice-consul de Patagonie » à Ravenne par Jean Raspail, aux côtés de nombreux autres « consuls » nommés par l'auto-proclamé « consul général de Patagonie »,.
Il meurt à Versailles le 2 février 1995. Il est inhumé au cimetière de Caluire-et-Cuire. Son épouse, Simone Reynaud, née en 1920, est décédée en 2003.

## Œuvres
- La Maison des otages, Fayard, 1946
- Le Sel de la terre, les grands ordres religieux, Librairie Arthème Fayard, 1954
- Histoire paradoxale de la IVe République, Grasset, 1954
- Voyage au pays de Jésus, Fayard, 1958
- Les Greniers du Vatican, Fayard, 1960
- Votre humble serviteur, Vincent de Paul, Seuil, 1960
- Dieu existe, je L’ai rencontré, Fayard, 1969
- La France en général, Plon, 1975
- Il y a un autre monde, Fayard, 1976
- Les trente-six preuves de l’existence du diable, éditions Albin Michel, 1978
- L’art de croire, Grasset, 1979
- N’ayez pas peur : dialogue avec Jean-Paul II, éditions Robert Laffont, 1982
- La Baleine et le Ricin, Fayard, 1982
- L’Évangile selon Ravenne, 1984
- Le Chemin de croix, au Colisée avec Jean-Paul II, 1986
- N’oubliez pas l’amour : la Passion de Maximilien Kolbe, 1987
- Le Crime contre l’humanité, 1988
- Portrait de Jean-Paul II, 1988
- Le Cavalier du Quai Conti, 1988
- Dieu en questions, 1990
- Le Monde de Jean-Paul II, Fayard, 1991
- Les grands bergers, 1992
- Excusez-moi d’être français, Fayard, 1992
- Le parti de Dieu, Fayard, 1992
- Défense du Pape, Fayard, 1993
- L’homme en questions, Stock, 1993
- Les Évangiles, Desclée de Brouwer / J.-C. Lattès, 1994traduction avec la collaboration de Noël Bompois
- Les Psaumes, Desclée de Brouwer / J.-C. Lattès, 1994traduction avec la collaboration de Noël Bompois
- Écoute, Israël, Fayard, 1994
- L’Évangile inachevé, 1995

## Distinctions
- Officier de la Légion d'honneur
- Croix de guerre 1939–1945
- Médaille de la Résistance française
- Grand-croix de l'ordre de Pie IX[4]
- Prix Bernard-Lecache 1985[5]
- Prix Mémoire de la Shoah 1990[6].